# Zanzibarluipaard
De Zanzibarluipaard (Panthera pardus adersi) is een bijna uitgestorven ondersoort van de luipaard. Deze ondersoort kwam voor op het eiland Unguja in de Zanzibararchipel voor de kust van Tanzania.